# Станция космических лучей Салфер-Маунтин
Станция космических лучей Салфер-Маунтин (англ. Sulphur Mountain Cosmic Ray Station) — бывшая научная станция, национальный исторический объект Канады, расположенный на вершине горы Салфер на высоте 2 283 м в национальном парке Банф. Национальный исторический памятник Канады (1982).

## История

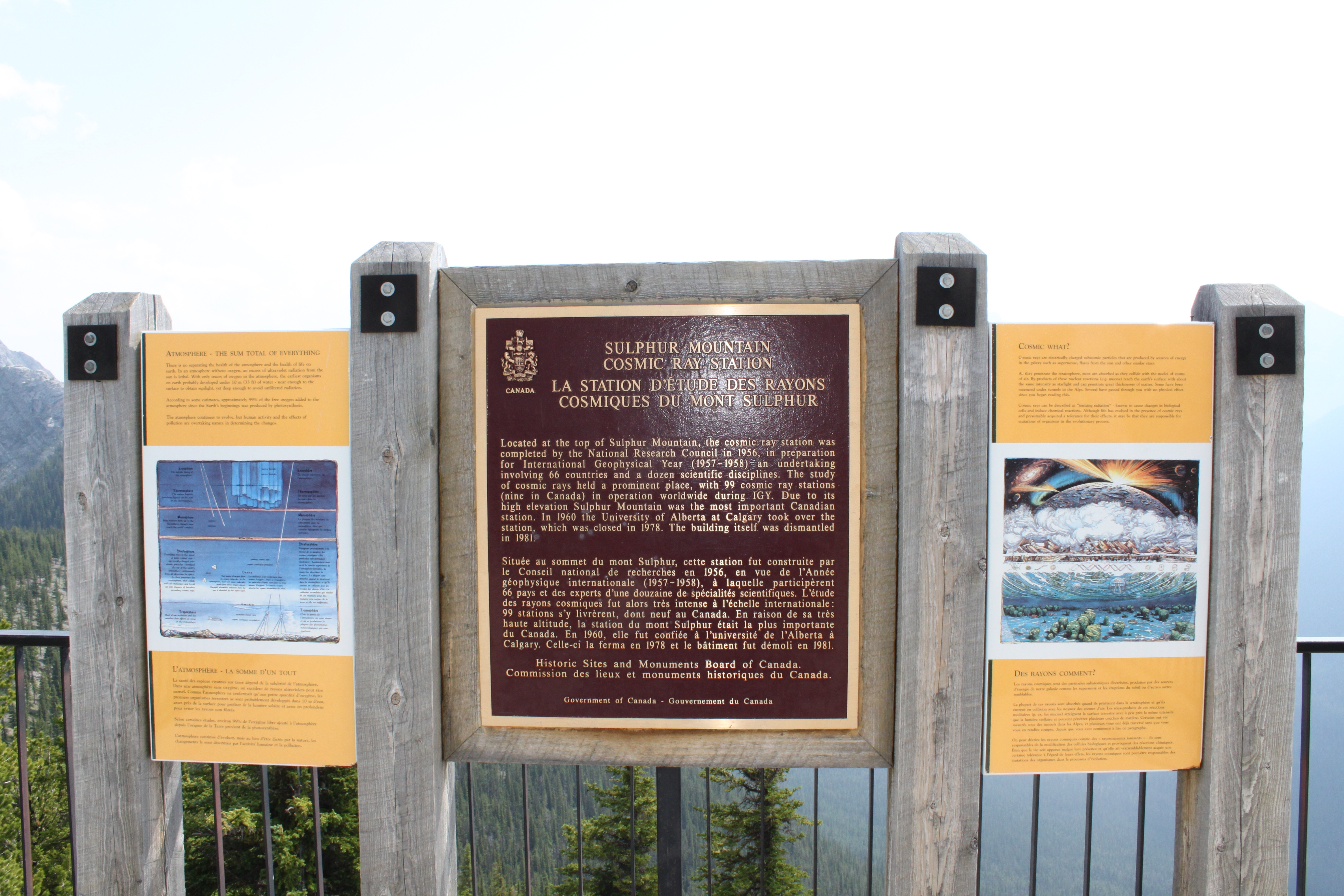
Памятная доска

Станция была сооружена в 1956 году в рамках участия Канады в Международном геофизическом году в 1957-1958 годах. Канада построила девять объектов для изучения космических лучей, но этот участок считался самым важным из-за его высокого положения. Зимой 1956-1957 годов Национальный исследовательский совет построил на этом месте лабораторию. В качестве условия строительства станции здание не должно было видно со стороны города Банф.   
Станция была запущена доктором B. Г. Уилсоном с помощью двух помощников и была оснащена стандартным нейтронным монитором IGY. Лаборатория находилась под эгидой Национального научно-исследовательского совета Канады до 1960 года, после чего она вошла в состав Университета Калгари. Улучшенный нейтронный монитор NM64 был установлен в 1963 году, но монитор IGY продолжал работать до 1972 года. Станция прекратила свою работу в 1978 году, а здание было демонтировано в 1981 году. В 1982 году оно было признано Национальным историческим памятником. В настоящее время место расположения станции отмечено мемориальной доской.